# Nazionale femminile di calcio della Bulgaria
La nazionale di calcio femminile della Bulgaria  è la rappresentativa calcistica femminile internazionale della Bulgaria, gestita dalla Federazione calcistica della Bulgaria (BFS).
In base alla classifica emessa dalla Fédération Internationale de Football Association (FIFA) il 9 dicembre 2022, la nazionale femminile occupa il 92º posto del FIFA/Coca-Cola Women's World Ranking.
Disputò la sua prima partita ufficiale l'11 ottobre 1987 in occasione delle qualificazioni al Campionato europeo femminile di calcio 1989, pareggiando in casa contro la Spagna.
Come membro dell'UEFA partecipa a vari tornei di calcio internazionali, come al Campionato mondiale FIFA e al Campionato europeo UEFA.

## Partecipazioni al campionato mondiale
- 1991: non qualificata
- 1995: non qualificata
- 1999: non qualificata
- 2003: non qualificata
- 2007: non qualificata
- 2011: non qualificata
- 2015: non qualificata
- 2019: non qualificata
- 2023: non qualificata

## Partecipazioni al campionato europeo
- 1989: non qualificata
- 1993: non qualificata
- 1997: non qualificata
- 2001: non qualificata
- 2005: non qualificata
- 2009: non qualificata
- 2013: non qualificata
- 2017: non qualificata
- 2022: non ha partecipato
- 2025: non qualificata